# Finale della Coppa dei Campioni 1960-1961
La Finale della Coppa dei Campioni 1960-1961 si disputò il 31 maggio 1961 presso lo Stadio Wankdorf di Berna tra i portoghesi del Benfica e gli spagnoli del Barcellona, entrambi alla prima partecipazione a una finale di questa competizione. All'incontro assistettero solamente 26.732 spettatori: è la minor partecipazione a una finale di Coppa dei Campioni o Champions League della storia. Il match, arbitrato dallo svizzero Gottfried Dienst vide la vittoria per 3-2 della squadra portoghese.

## Le squadre
| Squadre    | Partecipazioni precedenti (il grassetto indica la vittoria) |
| ---------- | ----------------------------------------------------------- |
| Benfica    | Nessuna                                                     |
| Barcellona | Nessuna                                                     |

## Il cammino verso la finale
Il Benfica giocò il primo turno contro l'Heart of Midlothian, che superò con un punteggio complessivo di 5-1 e grazie soprattutto a una tripletta di José Águas, che poi sarà capocannoniere della competizione. Agli ottavi i portoghesi superarono i non irresistibili ungheresi dell'Újpest Dózsa, vincendo 6-2 all'andata e perdendo 2-1 nella gara di ritorno, ottennero così il pass per i quarti dove furono sorteggiati contro i campioni danesi dell'AGF Aarhus. Il Benfica vinse agilmente anche questa doppia sfida con due facili vittorie (3-1; 4-1). In semifinale i portoghesi eliminarono il Rapid Vienna: vinsero nettamente per 3-0 all'andata e pareggiarono 1-1 al ritorno.
Il Barcellona esordì al primo turno contro la squadra belga del Lierse, che eliminò vincendo 2-0 all'andata e 3-0 al ritorno. Agli ottavi andò subito di scena uno spettacolare derby spagnolo contro l'imbattibile Real Madrid, che nelle cinque edizioni precedenti aveva sempre vinto la coppa: i blaugrana andarono sotto due volte nel punteggio all'andata, riuscirono a rimontare nel finale, grazie a un gol di Luis Suárez; nella gara di ritorno, giocata al Camp Nou segnarono Vergés ed Evaristo, alle merengues non bastò una rete nel finale di Canário, il Barca riuscì così nell'impresa di eliminare i blancos dalla Coppa dei Campioni. Ai quarti i blaugrana eliminarono il Hradec Králové FC regolando subito i conti con una vittoria per 4-0 nella prima gara, giocata in casa. Mentre in semifinale fu la volta dell'Amburgo: gli spagnoli vinsero l'andata al Camp Nou grazie a un goal di Evaristo, al ritorno però la squadra tedesca si portò sul 2-0, sfiorando il passaggio del turno che fu vanificato solamente da un gol di Sándor Kocsis a tempo scaduto; le due squadre furono costrette a giocare la "bella", vinta dal Barcellona per 1-0 grazie ancora ad una rete di Evaristo.

## Le due squadre

### Benfica
Il Benfica nel 1961 era allenato dall'ungherese Béla Guttmann, alla seconda stagione da tecnico della squadra di Lisbona. La squadra era completamente composta da giocatori portoghesi, anche se alcuni erano originari dei paesi colonizzati, ed aveva già vinto per dieci volte il proprio campionato nazionale. In porta giocava Costa Pereira, la difesa era composta da João, de Figueiredo e Martins. I mediani erano Neto e Cruz, mentre a centrocampo erano schierati José Augusto, Santana, Coluna e Cavém; la punta era il capitano José Águas, autore di 38 reti stagionali, di cui ben 27 in 23 partite in campionato. In quel Benfica c'era anche Eusébio, che la squadra portoghese acquistò a gennaio di quell'anno, senza però tesserarlo fino all'inizio della stagione successiva.

### Barcellona
Il Barcellona si presentava in finale dopo una stagione non certo entusiasmante sugli altri fronti: quarta in Primera División, fuori ai quarti di Coppa delle Fiere e agli ottavi della Coppa del Generalísmo. I blaugrana erano allenati da Enrique Orizaola, che aveva preso la squadra a stagione in corso in seguito all'esonero dello jugoslavo Broćić. I catalani presentavano una formazione con interessanti elementi di origine ungherese: Kubala, Kocsis e Czibor. In porta giocava Antoni Ramallets, portiere blaugrana dal 1947, i difensori erano Foncho, Gensana, Gracia e Garay. A centrocampo c'era lo spagnolo Luis Suárez, alla sua ultima stagione con la maglia del Barca, prima di passare poi l'anno successivo a Milano, dove sarà colonna portante della Grande Inter di Herrera.

## La partita
Il Barcellona passò in vantaggio al 21' minuto di gioco: Evaristo non arrivò sul pallone crossato da un compagno, ma dietro di lui si inserì Kocsis che anticipò João, trovando così il gol del 1-0. Il Benfica trovò dieci minuti dopo il gol del pari: fu il solito José Águas a segnare, deviando in rete a porta vuota la conclusione morbida di un compagno. Solo un minuto dopo i portoghesi trovarono anche il vantaggio, pur con molta fortuna: il difensore blaugrana Gensana sporcò di testa all'indietro un cross dalla trequarti di un avversario ma la traiettoria del pallone si abbassò di colpo e Ramallets non riuscì ad evitare l'autogol.
Al 55' il Benfica segnò anche la terza rete: Cavém crossò, sbagliando però le misure, il pallone finì lungo sul secondo palo e fu allontanato da un difensore blaugrana, Coluna si trovò la palla sui piedi al limite dell'area e colpì di potenza battendo il portiere avversario. Il Barcellona, dopo aver colpito tre pali, riaprì la gara al 75' con una rete straordinaria di Czibor che, servito da Foncho sugli sviluppi di un calcio d'angolo, tirò con gran forza dalla tre quarti, insaccando appena sotto la traversa. Gli spagnoli non riuscirono però a pareggiare l'incontro e così il Benfica vinse la sua prima Coppa dei Campioni.

## Tabellino
| Arbitro: | Gottfried Dienst |

|                                           |           |                       |
| Águas 31’ Ramallets 32’ (aut.) Coluna 55’ | Marcatori | 21’ Kocsis 75’ Czibor |

| Benfica | Barcelona |

| Benfica       |    |                 |
|               |    |                 |
| P             | 1  | Costa Pereira   |
| D             | 2  | Mário João      |
| D             | 3  | Ângelo Martins  |
| C             | 4  | José Neto       |
| D             | 5  | Germano         |
| C             | 6  | Cruz            |
| A             | 7  | José Augusto    |
| C             | 8  | Joaquim Santana |
| A             | 9  | José Águas      |
| C             | 10 | Coluna          |
| A             | 11 | Cavém           |
| Allenatore:   |    |                 |
| Béla Guttmann |    |                 |

| Barcellona       |    |                  |
|                  |    |                  |
| P                | 1  | Antoni Ramallets |
| D                | 2  | Foncho           |
| D                | 3  | Enric Gensana    |
| D                | 4  | Sígfrid Gràcia   |
| C                | 5  | Martí Vergés     |
| C                | 6  | Jesús Garay      |
| A                | 7  | Ladislao Kubala  |
| A                | 8  | Sándor Kocsis    |
| A                | 9  | Evaristo         |
| C                | 10 | Luis Suárez      |
| A                | 11 | Zoltán Czibor    |
| Allenatore:      |    |                  |
| Enrique Orizaola |    |                  |